# Diane Wood
Diane Pamela Wood (Plainfield, Nova Jersey, 4 de julho de 1950) é uma advogada, professora e palestrante estadunidense. É juíza federal da Corte de Apelações para o Sétimo Circuito dos Estados Unidos.

## Biografia
Wood foi professora da Faculdade de Direito da Universidade de Chicago. Ela foi a terceira mulher contratada pela Faculdade de Direito daquela Universidade. Em 1995, Bill Clinton a nomeou para o cargo de juíza federal. No cargo, ele trabalhou com Richard Posner e Frank H. Easterbrook. 